# Oulchy-la-Ville
Oulchy-la-Ville ist eine französische Gemeinde mit 127 Einwohnern (Stand: 1. Januar 2022) im Département Aisne in der Region Hauts-de-France. Sie gehört zum Arrondissement Soissons und zum Kanton Villers-Cotterêts.

## Geographie
Die Gemeinde Oulchy-la-Ville liegt etwa 18 Kilometer südlich von Soissons. Im Süden reicht das Gemeindegebiet bis an den Fluss Ourcq. Nachbargemeinden von Oulchy-la-Ville sind Le Plessier-Huleu im Norden, Oulchy-le-Château im Osten, Breny im Südosten und Süden, Montgru-Saint-Hilaire im Süden und Südwesten, Rozet-Saint-Albin im Südwesten und Westen, Billy-sur-Ourcq im Westen sowie Saint-Rémy-Blanzy im Nordwesten.

## Bevölkerungsentwicklung
| Jahr                       | 1962 | 1968 | 1975 | 1982 | 1990 | 1999 | 2006 | 2013 | 2022 |
| Einwohner                  | 132  | 150  | 138  | 140  | 116  | 126  | 128  | 123  | 127  |
| Quellen: Cassini und INSEE |      |      |      |      |      |      |      |      |      |

## Sehenswürdigkeiten
- Kirche Saint-Pierre aus dem 12. Jahrhundert, Monument historique

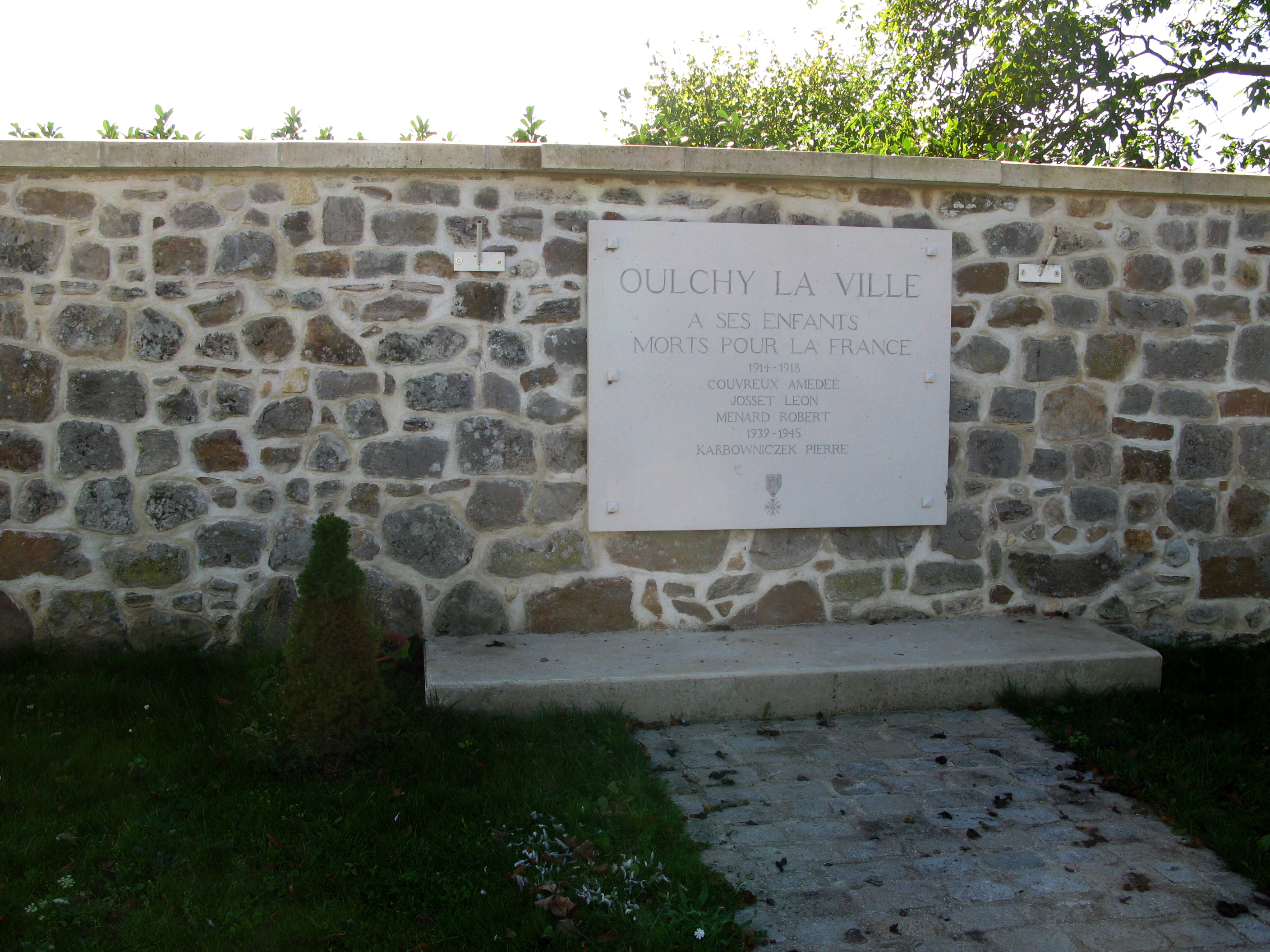
Gefallenendenkmal